# Marian Przybylski
Marian Emil Przybylski herbu Nowina (ur. 15 lipca 1884 w Nowym Sączu, zm. ?) – pułkownik dyplomowany saperów, inżynier Wojska Polskiego, konsul honorowy Rumunii w Katowicach od 1935 roku, kawaler Orderu Virtuti Militari.

## Życiorys
Marian Emil Przybylski urodził się 15 lipca 1884 roku w rodzinie Wacława i Marii z d. Kropiwnickiej. Legitymował się herbem Nowina. Ukończył studia na Politechnice Lwowskiej z tytułem inżyniera.
Z dniem 2 listopada 1918 roku przydzielony do Dowództwa Okręgu Linii Kolejowych Radom. 20 maja 1919 roku został formalnie przyjęty do Wojska Polskiego z zatwierdzeniem posiadanego stopnia kapitana, z zaliczeniem do I Rezerwy armii, z jednoczesnym powołaniem do służby czynnej na czas wojny aż do demobilizacji. W marcu 1919 roku został zastępcą podpułkownika Jana Haluch-Brzozowskiego, szefa Oddziału III Kolejowego Naczelnego Dowództwa WP. W lutym 1920 roku został zastępcą podpułkownika Haluch-Brzozowskiego, szefa Szefostwa Kolejnictwa Polowego Naczelnego Dowództwa WP. 30 lipca 1920 roku został zatwierdzony z dniem 1 kwietnia 1920 roku w stopniu majora, w korpusie wojsk kolejowych, w grupie oficerów byłej cesarskiej i królewskiej armii. 1 czerwca 1921 roku pełnił służbę w Oddziale IV Sztabu Generalnego, a jego oddziałem macierzystym był wówczas 2 pułk wojsk kolejowych. 3 maja 1922 roku został zweryfikowany w stopniu pułkownika ze starszeństwem z dniem 1 czerwca 1919 roku i 7. lokatą w korpusie oficerów kolejowych. Na liście starszeństwa wyprzedzali go pułkownicy: Edward Wereszczyński (lokata 1), Edmund Pedenkowski (2), Marian Eugeniusz Kozłowski (3), inż. Józef Szyman (4), Mikołaj Kolankowski (5) i Kazimierz Hertel (6). 3 listopada 1922 roku został przydzielony do Wyższej Szkoły Wojennej w Warszawie, w charakterze słuchacza II Kursu Doszkolenia. 15 października 1923 roku, po ukończeniu kursu i otrzymaniu dyplomu naukowego oficera Sztabu Generalnego, został przydzielony do Dowództwa Okręgu Korpusu Nr I w Warszawie na stanowisko szefa sztabu. Będąc słuchaczem Wyższej Szkoły Wojennej oraz pełniąc służbę sztabową pozostawał oficerem nadetatowym 2 pułku saperów kolejowych w Jabłonnie.

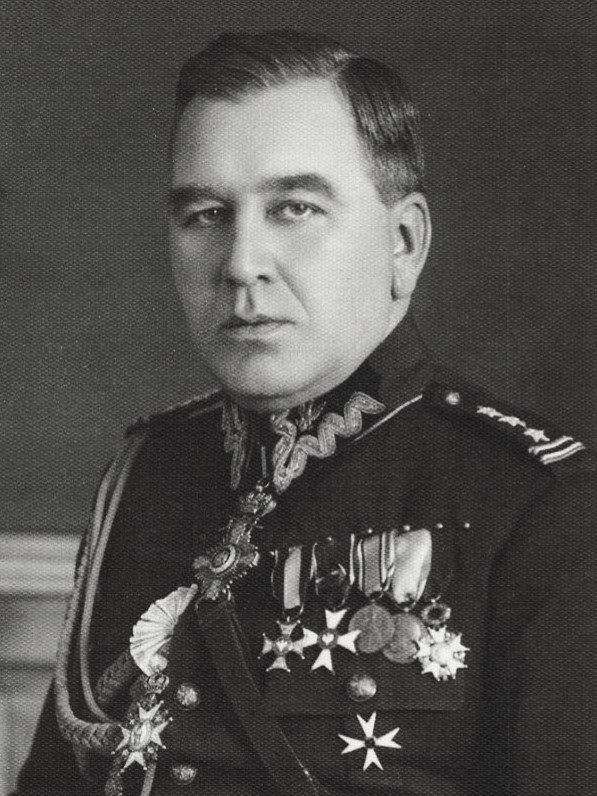
Płk Marian Przybylski (1933)

Na początku lipca został mianowany pełniącym obowiązki szefa Departament V Wojsk Technicznych Ministerstwa Spraw Wojskowych w Warszawie. Od stycznia do lutego 1927 był redaktorem naczelnym miesięcznika Przegląd Wojskowo-Techniczny. Z dniem 11 stycznia 1928 roku został przeniesiony w stan nieczynny na okres dwunastu miesięcy. Z dniem 4 grudnia 1928 roku został przeniesiony z korpusu oficerów saperów kolejowych do korpusu oficerów inżynierii i saperów ze starszeństwem z dniem 1 czerwca 1919 roku i 31,01. lokatą. 11 stycznia 1929 roku przedłużono mu stan nieczynny na dalszych dwanaście miesięcy. Z dyspozycji dowódcy Okręgu Korpusu Nr I został przeniesiony w stan spoczynku z dniem 30 czerwca 1929. W 1934 roku pozostawał w ewidencji Powiatowej Komendy Uzupełnień Królewska Huta. Posiadał przydział do Oficerskiej Kadry Okręgowej Nr V. Był wówczas „przewidziany do użycia w czasie wojny”.
W czasie kampanii wrześniowej 1939 roku był szefem kolejnictwa Armii „Kraków”.

## Ordery i odznaczenia
- Krzyż Srebrny Orderu Wojskowego Virtuti Militari nr 5240 – 28 lutego 1922[20][2]
- Krzyż Oficerski Orderu Odrodzenia Polski (2 maja 1922)[21][22]
- Krzyż Komandorski Orderu „Korony Rumunii”[23]
- Krzyż Komandorski Orderu Świętego Sawy[23]